# Prorocentrals
Els prorocentrals (Prorocentrales) són un ordre d'organismes unicel·lulars del fílum dels dinoflagel·lats. Es distingeixen per tenir els seus dos flagels inserits més apicalment que en els altres grups que eren més ventralment. Un flagel s'estén cap endavant i l'altre n'envolta la base. Aquesta disposició s'anomena desmoconta, en contrast amb la disposició dinoconta trobada en altres grups.
Tots els membres tenen cloroplasts i una teca que es compon de dues plaques grans unides per una sutura sagital. Aquesta estructura és compartida amb els dinofisials, que és probablement un grup germà. Això no es mostra, però, en els arbres de ARNr, que també mostren dos grups separats de Prorocentrum, deixant les seves relacions encara sense respondre.